# Intercommunale
Een intercommunale in België en Frankrijk is een vereniging van twee of meer gemeenten met als doel taken van gemeenschappelijk belang te realiseren, vaak op het gebied van nutsvoorzieningen (elektriciteit, gas, water, televisiedistributie), huisvuilverwerking, sociale huisvesting, crematoria, streekontwikkeling, enz.
Het takenpakket van de gemeente is enorm uitgebreid en complex geworden. Bovendien zijn er ook opdrachten en projecten die de gemeentegrenzen overschrijden en financieel onhaalbaar zijn. Om deze te kunnen realiseren, wordt een ruimer samenwerkingsverband tussen de verschillende gemeenten (intercommunales) opgericht.
Hoewel een intercommunale in essentie een vereniging van gemeenten is (zuivere intercommunale), kunnen ook private partners deelnemen (gemengde intercommunale). In sommige intercommunales participeert ook het provinciebestuur.

## Lijst Belgische intercommunales

### Streekontwikkelingsintercommunales
Streekontwikkelingsintercommunales werden in de jaren ’60 opgericht om de economische ontwikkeling te bevorderen. In Vlaanderen zijn er 11 actief.
- West-Vlaanderen: Leiedal, WVI
- Oost-Vlaanderen: DDS, Interwaas, SOlvA Veneco
- Vlaams-Brabant: Haviland, Interleuven
- Antwerpen: IGEAN, IGEMO, IOK

### Afvalintercommunales
- West-Vlaanderen: IVBO, IVOO, IVVO, MIROM, IVIO, IMOG
- Oost-Vlaanderen: IVM, IVAGO, IVLA, ILvA, IDM, MIWA, VERKO, Ibogem
- Vlaams-Brabant: Intradura, Incovo, Interza, Interrand, Ecowerf
- Antwerpen: IGEAN, IOK, IVAREM
- Limburg: Limburg.net

### Historische intercommunales
- Interelectra, WVEM, elektriciteitsintercommunales, opgegaan in Interenerga en Infrax[1]
- Opera voor Vlaanderen, opgegaan in Vlaamse Opera

### Investeringsmaatschappijen
- Socofe
- Vlabinvest

### Nutsmaatschappijen
- De Watergroep
- FARYS, voorheen TMVW, watermaatschappijen
- Hydrobru
- Pidpa, water en riolering
- Publigas, gas
- Sibelga
- Vivaqua
- Water-link

### Telecommunicatie
- VOO, televisie en internet

## Opdrachthoudende vereniging (Vlaams Gewest)
Het Vlaams Gewest kent met de “Opdrachthoudende vereniging” (OV) nog een bijzondere vorm van intercommunale. Deze rechtsvorm, in het Decreet Lokaal Bestuur volledigheidshalve omschreven als “dienstverlenende of opdrachthoudende vereniging” komt erop neer dat de deelnemende gemeenten bepaalde opdrachten exclusief overdragen aan de vereniging, en zichzelf het recht ontzeggen om die opdrachten nog uit te (laten) voeren tijdens de hele duur van de overeenkomst. Deze contracten zijn langdurig en niet opzegbaar.  

## Intercommunales in Frankrijk
Een intercommunalité is in Frankrijk een structuur van samenwerking tussen gemeenten, waarbij een aantal bevoegdheden aan dit orgaan zijn overgedragen. 
Er bestaan een aantal vormen van intercommunalité:
- Communauté urbaine
- Communauté d'agglomération
- Communauté de communes
- Syndicat d'agglomération nouvelle (SAN), deze worden vaak omgezet in een Communauté d'agglomération
- Syndicat de communes